# Vintilă Mihăilescu
Vintilă M. Mihăilescu (Bucarest, 19 aprile 1890 – Bucarest, 27 maggio 1978) è stato un geografo rumeno, membro titolare dell'Accademia rumena dal 1974.
Dal 6 giugno 1939 fece inoltre parte dell'Accademia romena delle scienze. Presidente della Società geografica rumena dal 1968 al 1972, fu esperto nel campo della geomorfologia, su cui lasciò oltre 400 opere.